# Weiwerd (waterschap)
Weiwerd (ook wel: Weiwerdermolenpolder) is een voormalig waterschap in de provincie Groningen.
Het waterschap lag ten zuiden van Weiwerd. De noordgrens lag bij de (vervallen) Stadsweg, ten noorden van de wierde van Weiwerd, de oostgrens lag halverwege Weiwerd en Heveskes en zuidelijker op de Kaaiinglaan, 100 m oostelijk van de N911, de zuidgrens lag bij Schaapbulten en de westgrens lag ten zuiden van Geefsweer 250 m westelijk van de Westerlaan en ten noorden met een bocht langs de oostkant van de wierde van Weiwerd. De molen van de polder stond ten zuiden van de spoorlijn Zuidbroek - Delfzijl (tegenwoordig de N991) en sloeg uit op het omgelegde Weiwerdermaar. 
In 1926 werd het waterschap De Valgen en de Putten aan het waterschap toegevoegd en in 1947 het gebied van de Geefweerstermolenpolder. 
De belangrijkste watergang was het Weiwerdermaar, dat bij Farmsum in het Afwateringskanaal van Duurswold, eerder in het Farmsumermaar uitmondde.
De molen was een achtkantige bovenkruier met een vlucht van 20 m, gebouwd in 1850. Hij werd omstreeks 1915 vervangen door een ruwoliemotor en die op zijn beurt in 1941 plaats maakte voor een elektrische motor. In 1955 werd een nieuw elektrisch gemaal gebouwd tussen Farmsum en Meedhuizen, op de Maarswal langs het Afwateringskanaal.
Het waterschap maakte aanvankelijk deel uit van het Farmsumerzijlvest, sinds 1872 van het boezemwaterschap Duurswold. De polder is ontstaan uit een oude afwateringseenheid die in 1306 toetrad tot het zijlvest van Farmsum. Om gebruik te mogen blijven maken van de sluis, stemde men in met het betalen van dubbel zijlschot, twee keer zoveel als de overige dorpen. Wagenborgen kreeg later dezelfde status. Aan de oostkant vormde een kade langs de Kaailaan de afgrenzing met het waterschap Oterdum. Deze kade of Kaaijnghe is in de 16e eeuw uitgebouwd tot een slaperdijk, die het toegestroomde Dollardwater dat het Klei-Oldambt en Oterdum overstroomde, buiten moest houden. Met name tijdens de Tachtigjarige Oorlog, tussen 1580 en 1594, raakten de dijken ten oosten van Weiwerd in het ongerede. De zuidkant van de Weiwerdermeeden, rond boerderij De Bulterij, maakte sinds 1792 samen met de Weiwerdertocht deel uit van het waterschap Wagenborgen.
Waterstaatkundig gezien ligt het gebied sinds 2000 binnen dat van het waterschap Hunze en Aa's.